# Komet Kohoutek
Komet Kohoutek (uradna oznaka je 75P/Kohoutek) je periodični komet z obhodno dobo okoli 6,7 let. Komet pripada Jupitrovi družini kometov. 

## Odkritje
Komet je odkril 17. februarja 1975 češki astronom Luboš Kohoutek na Observatoriju Hamburg-Bergedorf v Nemčiji.

## Lastnosti
Jedro kometa ima premer 4,6 km .